# Брестская крепость (фильм)

Защитники Восточного форта идут в штыковую атаку. Кадр из фильма «Брестская крепость»

«Бре́стская кре́пость» (бел. Брэсцкая крэпасць) — российско-белорусский военно-исторический драматический художественный фильм 2010 года режиссёра Александра Котта.
Основан на реальных исторических событиях и рассказывает о героической обороне Брестской крепости в июне—июле 1941 года во время Великой Отечественной войны (1941—1945).
22 июня 1941 года войска немецко-фашистских захватчиков вторглись на территорию Советского Союза. Брестская крепость, которую защищали части Красной армии, пограничных и конвойных войск НКВД СССР, приняла на себя один из первых ударов врага. У главных героев фильма есть реальные прототипы, возглавлявшие тогда основные очаги боевого сопротивления, — командир 44-го стрелкового полка майор Пётр Гаврилов, военный комиссар 84-го стрелкового полка Ефим Фомин и начальник 9-й пограничной заставы лейтенант Андрей Кижеватов.
Лозунг фильма — «Я умираю, но не сдаюсь!». Такую надпись оставляет один из солдат в финальной части фильма.
Фильм существует в двух форматах: полнометражная киноверсия, которая вышла в прокат в 2010 году, и 4-серийная расширенная телеверсия под названием «Крепость», которая была показана на телевидении в 2011 году.

## Сюжет
Рассказ ведётся от лица Саши Акимова, который во время описываемых событий был двенадцатилетним воспитанником музыкантского взвода 333-го стрелкового полка.
Белорусская ССР, Брестская крепость. 21 июня 1941 года. Комиссар 84-го стрелкового полка полковой комиссар Ефим Фомин возвращается в крепость пешком после неудачной попытки выехать к семье. Командир 44-го стрелкового полка майор Гаврилов в беседе с офицером Особого отдела НКВД, лейтенантом Вайнштейном, по поводу слухов насчёт грядущего нападения войск нацистской Германии на Советский Союз рассказывает о своём видении возможной атаки гитлеровцев: крепость может быть взята в окружение и в случае атаки вся надежда будет только на подкрепление. В клубе полка начинается показ советской музыкальной кинокомедии «Весёлые ребята».
Ночью на железнодорожной станции из опломбированных товарных вагонов немецкого состава, прибывшего накануне якобы в рамках поставок сельхозпродукции из Германии в СССР, выходят немецкие диверсанты в форме внутренних войск НКВД СССР. Офицер ножом убивает осмотрщика вагонов.
22 июня в 4 часа утра Саша Акимов и его подруга Аня, дочь лейтенанта Андрея Кижеватова, рыбачат на реке. Неожиданно в небе появляются немецкие самолёты. Крепость подвергается артобстрелу. Аня бежит к родителям, а Саша — на место сбора полка. Паника охватывает гарнизон. Солдаты без приказа берут оружие. Люди пытаются покинуть крепость через Северные ворота, но пулемётный огонь уничтожает их, и ворота оказываются блокированы грудой тел.
Майор Гаврилов пытается взять ситуацию под контроль, собирает вокруг себя командиров и организует оборону Восточного форта на Северном острове крепости. У его отряда имеется артиллерийское орудие, и бойцам удаётся отбить танковую атаку на Восточный форт и в рукопашной битве уничтожить пехоту противника. Во время боя погибает Андрей, старший брат Саши. Фомин во главе группы бойцов 84-го стрелкового полка сражаются на Центральном острове (Цитадели), обороняя участок кольцевой казармы у Холмских ворот. Лейтенант Кижеватов, спрятав семью в безопасное место, возглавляет оборону в здании 9-й погранзаставы у Тереспольских ворот Центрального острова.
Немецкая пехота из 45-й дивизии вермахта на лодках переправляется через реку и начинает штурм Цитадели. В казармах 132-го батальона конвойных войск НКВД немецкий диверсант в форме майора внутренних войск НКВД пытается дать командиру обороняющихся Вайнштейну саботирующее указание уйти с занятых позиций в кольцевой казарме. Однако лже-командира разоблачают и уничтожают. На шее убитого диверсанта находят типовой жетон немецкого военнослужащего.
Пограничники Кижеватова бросаются в штыковую атаку на пехоту противника. У многих советских бойцов нет оружия, они добывают его в бою, а некоторые используют любые подручные предметы. Несущие потери немцы отступают в клуб где находятся Соня с Колей — продавщица гарнизонного военторга и местный киномеханик, которые влюблены друг в друга. Коля избит и сброшен с балкона клуба.
На мост у Холмских ворот, который охраняют бойцы Красной армии под руководством Фомина, гитлеровцы выводят заложников (пленных — больных из госпиталя, врачей и медсестёр) с требованием сдаваться в плен. Полковой комиссар даёт указание своим бойцам держать противника на прицеле — на уровне груди, а сам выходит на мост с поднятыми руками, имитируя капитуляцию, и даёт заложникам команду «Ложись!», в результате чего немцы, лишённые прикрытия гражданскими, остаются открытыми для огня и уничтожаются. Посылается разведка на броневике БА-20 во главе с замполитрука Самвелом Матевосяном, задача которой собрать информацию о местонахождении советских войск и путях отступления. Выясняется, что выход в город через Северные ворота блокирован врагом.
Саша прибегает в дома комсостава и обнаруживает детей своих соседей Почерниковых мёртвыми, погребёнными под завалами разрушенной взрывом комнаты. В соседней комнате раненый старший политрук Почерников отстреливается от немцев из пистолета, к нему присоединяется жена Шура с трофейным «Люгером». Почерников приказывает Саше уходить, сам же, не желая сдаваться в плен, вместе с женой кончает жизнь самоубийством.
Коля, очнувшись, видит, как немецкие солдаты издеваются над Соней и тащат её на расстрел. Однако он, безоружный, не решается заступиться, бежит из клуба и прячется в воронке.
Начинаются проблемы с водой. Выдолбленная в полу скважина даёт только воду, смешанную с бензином. Подходы к реке Мухавец и каналам вокруг крепости круглосуточно простреливаются немецкими пулемётами.
От сбитого в воздушном бою над крепостью лётчика 123-го истребительного авиаполка лейтенанта Карелина её защитники узнают, что советские прифронтовые аэродромы уничтожены немецкой авиацией, город Брест захвачен противником, Красная армия отступает, части вермахта уже находятся на подступах к Минску, помощи ждать неоткуда. Комиссар Фомин и капитан Иван Зубачёв формируют штаб сводной группы и разрабатывают «Приказ № 1». Решено нанести оставшимися разрозненными силами воинских частей одновременный удар с целью прорыва из крепости, с последующим их соединением и дальнейшей борьбы с врагом. Руководство операцией по прорыву принимают на себя полковой комиссар Фомин (84-й стрелковый полк), капитан Зубачёв (44-й стрелковый полк) и лейтенант Виноградов (455-й стрелковый полк).
Из-за гибели советских бойцов, посланных доложить о готовящемся прорыве, доставку приказа берёт на себя Сашка, который доходит до группы майора Гаврилова. Прорыв не удаётся: все выходы из крепости освещены прожекторами, и немецкие пулемётчики расстреливают красноармейцев. Оставшиеся в живых отступают назад в крепость.
Немцы предлагают сдаться. Понимая, что крепость обречена, Кижеватов уговаривает свою жену увести людей за собой. Женщины и дети уходят в плен, среди них дочь Кижеватова Аня, оглохшая после контузии, и Саша.
Найденного в воронке Колю немцы заставляют снимать звёздочки с пилоток мёртвых бойцов с целью облегчения последующего подсчёта ими потерь, понесённых Красной Армией при защите крепости. Тот подчиняется, но, увидев среди убитых Соню, кладёт в каску к звёздочкам найденную немецкую гранату M-39 и подрывает себя вместе с немецким обер-фельдфебелем.
После неудачи штурма на крепость сбрасывают двухтонную бомбу, после чего немецкие войска зачищают крепость из огнемётов, но оставшиеся в живых советские бойцы продолжают сопротивление. Майор Гаврилов прощается со своими солдатами, приказывая им идти на прорыв небольшими группами. Рассказчик говорит, что после войны Гаврилов был подвергнут репрессиям из-за пребывания в плену (в действительности Гаврилов не был осуждён к лишению свободы, но был исключён из партии, лишён воинского звания и награды), однако в 1957 году реабилитирован (восстановлен в партии с возвращением воинского звания и награды) и удостоен звания Героя Советского Союза. Остатки группы Фомина и Зубачёва взяты в плен. Комиссар Ефим Моисеевич Фомин был расстрелян у Холмских ворот, в 1957 году был награждён орденом Ленина (посмертно).
Саша, сбежавший из колонны военнопленных, вернувшийся в крепость и получивший контузию при взрыве бомбы, возвращается к Кижеватову, который передаёт ему свёрток с просьбой сберечь его. Саша уходит, Кижеватов продолжает отстреливаться из «Максима», пока его не убивают гранатой. Рассказчик говорит о том, что в 1965 году ему посмертно присвоено звание Героя Советского Союза. Саша, выбравшийся из крепости, идёт по полю. У него под рубахой раскрывается свёрток и в нём оказывается боевое знамя.
Наши дни. Александр Акимов у мемориала Брестской крепости рассказывает о том, что Аня была расстреляна немцами вместе с другими членами семей защитников крепости в 1942 году. Расстрел членов семей не подтверждён документами и фактами. Все члены семей отправлены в лагерь для перемещённых лиц в Польше, но фактически на другой берег Буга. Многие выжили, как например, жена Екатерина и Коля, приёмный сын майора Гаврилова. Его слушает курсант кадетского корпуса, как две капли воды похожий на него самого в 1941 году.

## В ролях
| Актёр               | Роль | Дополнительная информация |
| ------------------- | --- | --- |
| Алексей Копашов     | Сашка Акимов, воспитанник музыкантского взвода 333-го стрелкового полка РККА                                                                 | прототип — Пётр Клыпа |
| Геннадий Гарбук     | Александр Акимов (в наше время), рассказчик                                                                                                  | озвучивание — Иван Краско |
| Александр Сапцов    | Андрей Акимов, младший лейтенант, старший брат Сашки Акимова                                                                                 | собирательный образ, прототипы: лейтенант И. Ф. Акимочкин — начальник штаба 98-го отдельного противотанкового артдивизиона, один из руководителей обороны на Восточных валах Кобринского укрепления, и лейтенант Н. С. Клыпа — командир музвзвода 333-го стрелкового полка, старший брат Петра Клыпы |
| Андрей Мерзликин    | Андрей Митрофанович Кижеватов, лейтенант, начальник 9-й пограничной заставы 17-го Брестского пограничного отряда пограничных войск НКВД      | в фильме герой Андрея Мерзликина носит знаки различия старшего лейтенанта |
| Павел Деревянко     | Ефим Моисеевич Фомин, полковой комиссар, военный комиссар 84-го стрелкового полка                                                            | |
| Александр Коршунов  | Пётр Михайлович Гаврилов, майор, командир 44-го стрелкового полка 42-й стрелковой дивизии РККА                                               | |
| Беник Аракелян      | Самвел Минасович Матевосян, заместитель политрука из состава 84-го полка                                                                     | |
| Сергей Цепов        | Иван Николаевич Зубачёв, капитан, заместитель командира 44-го полка по хозяйственной части                                                   | |
| Михаил Павлик       | Вайнштейн, лейтенант, офицер Особого отдела НКВД СССР                                                                                        | прототип — замполитрука Ш. М. Шнейдерман, помощник командира взвода связи 132-го отдельного батальона КВ НКВД, один из руководителей обороны казарм батальона (участка кольцевой казармы Цитадели в районе Тереспольских ворот)                                                                      |
| Кирилл Болтаев      | Анатолий Александрович Виноградов, лейтенант, начальник химической службы 455-го полка                                                       | один из руководителей обороны Цитадели в районе Брестских (Трёхарочных) ворот |
| Анатолий Кот        | лже-майор внутренних войск НКВД СССР, немецкий диверсант                                                                                     | |
| Илья Мозговой       | немецкий обер-фельдфебель из состава 45-й пехотной дивизии вермахта                                                                          | |
| Яна Есипович        | Екатерина Ивановна Кижеватова, жена Андрея Кижеватова                                                                                        | расстреляна немцами вместе с дочерьми Анной и Галиной, сыном Иваном и свекровью Анастасией Ивановной осенью 1942 года |
| Вероника Никонова   | Аня, дочь Андрея и Екатерины Кижеватовых | расстреляна немцами вместе со всей семьёй осенью 1942 года |
| Алексей Дмитриев    | Николаев, сержант, пограничник | |
| Максим Литовченко   | Терещенко, пограничник | |
| Евгений Цыганов     | Иван Михайлович Почерников, старший политрук, ответственный секретарь партийного бюро 333-го полка                                           | один из руководителей обороны домов начсостава в районе Западного форта Кобринского укрепления |
| Татьяна Камина      | Александра Васильевна Почерникова, жена старшего политрука Ивана Почерникова                                                                 | погибла 22 июня1941 года вместе с сыном Аликом и дочерью Ниной |
| Дмитрий Куличков    | Карелин, лейтенант, лётчик 123-го истребительного авиаполка                                                                                  | |
| Анна Цуканова       | Соня, продавщица гарнизонного военторга | |
| Максим Костромыкин  | Колька, киномеханик | |
| Александр Сирин     | Борис Алексеевич Маслов, военврач 2-го ранга, начальник Брестского военного госпиталя, участник обороны Волынского укрепления (Южный остров) | в фильме герой Александра Сирина носит знаки различия военврача 3-го ранга |
| Сергей Власов       | Ковалёнок, старшина музыкантского взвода 333-го стрелкового полка                                                                            | прототип — старшина сверхсрочной службы М. И. Игнатюк, старшина музыкантского взвода 333-го стрелкового полка, участник обороны Цитадели в районе Тереспольских ворот |
| Нодар Джанелидзе    | Тугушев, всадник на лошади | |
| Михаил Евланов      | Проскурин, младший сержант | |
| Александр Кузьмичёв | начальник железнодорожной станции | |
| Юрий Анпилогов      | Кофтун | |
| Егор Петров         | Алик Бобков | сын командира роты 37-го отдельного батальона связи младшего лейтенанта А. Бобкова |
| Игорь Иванов        | дневальный | |
| Мадлен Джабраилова  | Катя, жена майора Петра Михайловича Гаврилова                                                                                                | |

## Производство
В январе 2007 года Телерадиовещательная организация Союзного государства выступила с инициативой создания патриотического художественного фильма к 65-летию Победы в Великой Отечественной войне. Создание фильма было начато по постановлению Совета министров Союзного государства России и Белоруссии от 26 января 2008 года. Конкурс на создание фильма выиграла компания «Централ Партнершип».
Подготовка к созданию картины длилась почти 2 года. Съёмки прошли с июля по октябрь 2009 года в мемориальном комплексе «Брестская крепость-герой». По проекту Алима Матвейчука были построены уникальные декорации, копии построек довоенного времени и точная копия Холмских ворот. В съёмках приняли участие большое количество жителей Бреста. Первоначальная смета оценивала стоимость фильма в 225 миллионов рублей, однако в процессе съёмок потребовалось привлечь ещё 28 миллионов.
По рассказам продюсера фильма, во время съёмок были найдены останки советских солдат, впоследствии перезахороненные на мемориальном кладбище Брестской крепости, однако другие источники этого не подтверждают. Некоторые участки земли были разминированы для съёмок взрывов, обнаружены неразорвавшиеся гранаты и снаряды, немецкая резиновая лодка.
Компьютерная графика создавалась на протяжении 4 месяцев. Главным подрядчиком выступила московская компания Cinemateka, всего на проекте работало 4 студии. Было создано более 500 планов, содержащих графику. Для управления производством применялась российская разработка — система Cerebro.

### Саундтрек
- Главная музыкальная тема к фильму была написана Юрием Красавиным (интервью).
- Закадровую композицию «Не позволь мне погибнуть» специально для фильма написал и исполнил Леонид Агутин (интервью). Видеоклип песни был смонтирован из кадров фильма, существует два варианта клипа — с визуальным участием автора и без.

## Прокат

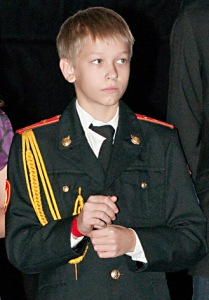
Актёр Алексей Копашов на премьере фильма «Брестская крепость» в кинотеатре «Пушкинский» в Москве, 3 ноября 2010 года

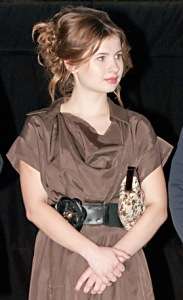
Актриса Анна Цуканова на премьере фильма «Брестская крепость» в кинотеатре «Пушкинский» в Москве, 3 ноября 2010 года

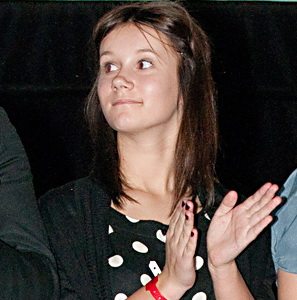
Актриса Вероника Никонова на премьере фильма «Брестская крепость» в кинотеатре «Пушкинский» в Москве, 3 ноября 2010 года

Премьера фильма состоялась 22 июня 2010 года в Бресте в Мемориальном комплексе «Брестская крепость-герой» у Тереспольских ворот (на закрытом показе) и Москве, на Международном кинофестивале (гала-премьера).
В массовый российский прокат фильм вышел 4 ноября 2010 года в 542 кинотеатрах.
Фильм сопровождает официальный сайт фильма «Брестская крепость» с информацией об истории создания, многочисленными архивными документами, кадрами и отзывами по поводу фильма.
7 декабря 2010 года вышел на DVD, а через день — на видеосервисе ivi.ru.
Изначально дата выхода фильма в белорусский прокат была неизвестна из-за разногласий между сторонами, однако 16 декабря 2010 года фильм вышел на экраны Белоруссии.
Фильм был показан на нескольких кинофестивалях, среди которых:
1. Минский международный кинофестиваль «Лістапад»[24];
2. кинофестиваль «Лучезарный ангел»[25][26];
3. «Окно в Европу» в Выборге (гала-премьера);
4. Золотой Феникс в Смоленске;
5. Международный фестиваль военного кино имени Ю. Н. Озерова в Брянске;
6. неделя Российского кино в Риге и Даугавпилсе;
7. православный кинофестиваль «Встреча»;
8. «Дух огня» в Ханты-Мансийске;
9. КиноРюрик в Стокгольме;
10. International Film Festival in Guadalajara в Мексике;
11. Пекинский международный фестиваль;
12. «И помнит мир спасённый» в Саратовской области;
13. «Победили вместе» в Севастополе;
14. «Северное сияние» в Мурманске;
15. 4-й международный кинотелефестиваль «Земля и люди»;
16. ХХ международный кинофестиваль «Золотой Витязь» в Курске;
17. Молодёжный фестиваль «Мы вместе».

17 февраля 2011 года в Москве, в Центральном музее Великой Отечественной войны на Поклонной Горе, в ходе расширенного заседания Центрального совета сторонников «Единой России», Игорь Угольников передал партии копии фильма для организации социально-общественных показов фильма для молодёжи по всей стране в рамках акции «Наследники Великих побед». С 23 февраля по 22 июня в рамках данной акции в городах и регионах России и СНГ прошли многочисленные некоммерческие показы.
Также одна из копий была передана в дар музею на Поклонной горе.
Продюсер фильма Игорь Угольников заявил о том, что для киноверсии была вырезана примерно треть материала, однако был заключён контракт с «Первым каналом» на показ полной версии в формате четырёхсерийного телефильма, который также включал кадры кинохроники. 9 мая 2011 года на этом канале состоялась телепремьера прокатной версии фильма, с 20 и по 23 июня — четырёхсерийная версия, которая получила название «Крепость».
Чуть позже в музее Мемориального комплекса «Брестская крепость-герой» появилась экспозиция, посвящённая съёмкам фильма, среди прочего там находится форма Кижеватова, в которой снимался Андрей Мерзликин, и пострадавшая от взрыва гранаты труба Сашки Акимова (Алексей Копашов).

## Приём

### Награды и номинации
1. На международном Минском кинофестивале «Лістапад» Андрей Мерзликин был награждён за участие в съёмках фильма «Брестская крепость»[24].
2. Игорь Угольников и Александр Котт стали лауреатами Премии ФСБ-2010 в номинации «Кино- и телефильмы». Андрей Мерзликин за участие в фильме был награждён второй премией в номинации «Актёрская работа», также поощрительным дипломом в этой же номинации был награждён Алексей Копашов.
3. Фильм был номинирован на соискание премии «Золотой орёл» в номинации «Лучший игровой фильм»[30]. Стал лауреатом премии в двух номинациях — «Работа звукорежиссёра» Филипп Ламшин и «Лучший монтаж».
4. Три номинации на премии «Белый слон»: лучшая мужская роль (Павел Деревянко), лучшая мужская роль второго плана (Евгений Цыганов), лучшая работа художника (Алим Матвейчук)[31].
5. Гран-при ХХ Кинофорума «Золотой Витязь» (2011)
6. Фильм «Брестская крепость» стал лауреатом премии «Киноньюс 2011» в номинации «Лучший Российский фильм», режиссёр фильма Александр Котт — лауреат премии «Киноньюс 2011» в номинации «Лучший российский режиссёр».
7. На православном кинофестивале «Встреча» 22.02.2011 фильму присуждён специальный приз жюри «Хрустальный подсвечник».
8. 5 апреля 2011 года на премии «Белый квадрат» лучшим оператором года — 2010 был признан Владимир Башта, за фильм «Брестская крепость» и «Кандагар». Решение принималось Гильдией кинооператоров.
9. 7 апреля 2011 года на премии «Ника» фильм был отмечен в восьми номинациях[32], из них лауреаты: «Художник по костюмам» Сергей Стручев и Владимир Корецкий, «Художник-постановщик» Алим Матвейчук, «Звукорежиссёр» Филипп Ламшин и Анатолий Белозёров, номинанты: «Лучший фильм» — «Брестская крепость», «Режиссёр» А. Котт, «Мужская роль» П. Деревянко, «Мужская роль второго плана» Е. Цыганов, «Открытие года» А. Копашов.
10. На ежегодной интернет-премии «Жорж» 2011 фильм «Брестская крепость» получил звание лучшего в двух номинациях «Лучший Российский экшн» и «Лучшая Российская драма», путём голосования среди обычных интернет-пользователей и блогеров[33].
11. Телеверсия фильма под названием «Крепость» победила в номинации «Новый телевизионный фильм и сериал» XIII Евразийского телефорума (2011)[34].

Игорь Угольников высказывал предложение о выдвижении картины на премию «Оскар» в 2011 году.

### Оценки
Фильм был встречен положительно. С момента выхода «Брестская крепость» занимает место в списке лучших фильмов сайта Кинопоиск.
- Кинокритик «Российской газеты» Валерий Кичин высоко оценил фильм[36].
- Российский кинорежиссёр Тигран Кеосаян заявил: «давно… не видел до такой степени сильного фильма на военную тему»[37]. В интервью с Игорем Угольниковым кинорежиссёр Юрий Грымов на вопрос об его отношении к фильму заявил: «Я считаю, что из современных картин про войну это фильм, который я могу рекомендовать для просмотра!»[28].
- Публицист Дмитрий Пучков положительно оценил фильм и высказал предположение о том, что уважительное отношение фильма к фактам явилось заслугой белорусской стороны проекта[38].
- Военный историк Алексей Исаев отметил ряд исторических несоответствий в фильме, однако указал на то, что «Брестская крепость» — этапный, а не проходной фильм[39].
- Президент РФ Дмитрий Медведев в своём твиттере положительно оценил фильм[40].
- Президент компании «Централ Партнершип» Рубен Дишдишян заявил, что положительные отзывы зрителей повлияли на продление во многих кинотеатрах срока проката фильма[41].
- Согласно опросу ВЦИОМ, россияне отметили «Брестскую крепость» в числе лучших фильмов года[42].
- Социальный философ В. В. Кафтан: «Особенностью данного фильма является тот факт, что истории о мужественном поведении отдельных людей сплетаются в эту общую историю героической защиты крепости. Представляется, что фильм достиг той цели, для которой был снят — сопереживание первым жертвам и героям великой войны»[43].
- Вадим Богданов (издание «InterMedia»),  положительно оценил российский фильм 2025 года «В списках не значился» об обороне Брестской крепости, но отметил, что «Брестская крепость» Александра Котта всё-таки на несколько голов выше и всё ещё лучший российский фильм по заданной теме[44].

## Историческая достоверность
Генеральный продюсер Игорь Угольников заявил: «Историческая достоверность — ключевая позиция фильма». В качестве консультанта выступил один из последних оставшихся в живых защитников Брестской крепости П. Бондарев. Сценарий фильма проходил согласование у сотрудников мемориала «Брестская крепость-герой», а также ветеранских организаций Беларуси.
По мнению Петра Котельникова, участника обороны Брестской крепости, «ценность этого фильма заключается в его исключительной объективности. Все события первых дней обороны крепости очень точно отображёны по месту и времени».
Однако, несмотря на заявленную авторами ориентацию на историческую достоверность, историк Алексей Исаев отметил в фильме ряд неточностей, касающихся вооружения, последовательности событий и т. д.
В фильме присутствует фрагмент фильма Григория Александрова «Весёлые ребята» (восстановленная версия 1978 года). В реальности 21 июня 1941 года в крепости показывали фильм «Валерий Чкалов».
Сашка Акимов — собирательный образ, посвящённый мальчишкам из музыкантских взводов 333-го и 44-го полков, которые вместе со взрослыми защищали Брестскую крепость. В их числе — Пётр Клыпа (пионер-герой, награждённый орденом Отечественной войны I степени) и Пётр Котельников (1929—2021).
В конце фильма утверждается, что Пётр Михайлович Гаврилов был репрессирован после войны, что не является достоверным: он провел полтора года в фильтрационном лагере, был лишён воинского звания и исключен из партии, но репрессиям как таковым не подвергался. После выхода книг С. С. Смирнова об обороне Брестской крепости, одним из героев которых был Гаврилов, он был восстановлен в звании майора и ему присвоено звание Героя Советского Союза «за образцовое выполнение воинского долга при обороне Брестской крепости и проявленные при этом мужество и героизм» (1957).
В фильме военный врач Маслов (Александр Сирин), не выдержав психологических и физических нагрузок, кончает жизнь самоубийством. В реальности военврач 2-го ранга Б. А. Маслов, начальник Брестского военного госпиталя, пережил войну и в том числе: немецкий плен, побег из лагеря для военнопленных, последующую борьбу с фашистскими захватчиками в составе одного из отрядов партизанского соединения А. Ф. Фёдорова. В послевоенные годы работал в госпитале, но вскоре был арестован из-за доносов о его якобы антисоветской деятельности, умер в одном из лагерей ГУЛАГа в 1952 году, реабилитирован посмертно в 1964 году.
Сюжет фильма с поимкой лейтенантом Вайнштейном немецкого диверсанта в советской форме (сыгранного Анатолием Котом) обыгрывает события реального случая, имевшего место при обороне казарм 132-го отдельного батальона КВ НКВД. В том же сюжете боец, проверяющий форму шляпок гвоздей на подошве сапог переодетого «майора НКВД», представляется старшим сержантом Новиковым (имея знаки различия младшего сержанта), в реальности — сержант сверхсрочной службы с такой же фамилией, химинструктор отделения боепитания К. А. Новиков, совместно с замполитрука Ш. М. Шнейдерманом руководил обороной казарм 132-го отдельного батальона КВ НКВД.
Ш. М. Шнейдерман — прототип лейтенанта Вайнштейна из Особого отдела НКВД — погибает в казарме 132-го отдельного батальона КВ НКВД. В реальности Шнейдерман погиб в плену в 1941 году, а его настоящая воинская должность — заместитель политрука (должность младшего начсостава).
Показанный в конце фильма немецкий огнемётный танк Flammpanzer III не мог использоваться в 1941 году. В реальности он был впервые применён в 1943 году — в танковой битве на Курской дуге.
Не показано, как стойко держались бойцы 333-го стрелкового полка, которые взаимодействовали со 132-м отдельным батальоном конвойных войск НКВД всю оборону.